# Chisséria
Chisséria est une ancienne commune française située dans le département du Jura en région Bourgogne-Franche-Comté. Le 1er janvier 2018, la commune est intégrée à Arinthod.

## Histoire
Ruines du château de Saint-Sorlin qui fut bâti par Humbert de Commercy entre 1301 et 1312 sur une terre qui était issue d'un démembrement de la baronnie de Clairvaux. En 1340, la seigneurie de Saint-Sorlin fut vendue à la maison de La Baume.
Le château résista victorieusement aux Grandes Compagnies en 1361, ce qui n'empêcha pas pourtant la même année, la ruine du bourg établi à ses pieds, à l'ouest. 
Il fut définitivement détruit lors des Guerres de Bourgogne par les troupes de Louis XI.
Le 1er janvier 2018, la commune est intégrée à Arinthod.

### Légende
Au XIXe siècle, une légende propre au village est relevée par Charles Émilien Thuriet : Un cheval blanc apparaissait dans les airs, parfois accompagné d'esprits follets, de sylphes et de sylphides, ou avec un chasseur chevauchant dans les airs sur son dos. On ignore si un quelconque héros ou poète est lié à ce cheval. Il serait vraisemblablement issu de la légende de Pégase et pourrait être la monture du dieu gallo-romain Ségomon d'Arinthod, à qui le romain Paternus, fils de la gauloise Dagusa, a dans le temps érigé un autel.

## Politique et administration
| Période   | Période   | Identité          | Étiquette | Qualité              |
| --------- | --------- | ----------------- | --------- | -------------------- |
| mars 2001 | mars 2008 | Bernard Charrière |           |                      |
| mars 2008 | En cours  | Jacques Calland   | DVD       | Agriculteur retraité |

## Démographie
L'évolution du nombre d'habitants est connue à travers les recensements de la population effectués dans la commune depuis 1793. Pour les communes de moins de 10 000 habitants, une enquête de recensement portant sur toute la population est réalisée tous les cinq ans, les populations de référence des années intermédiaires étant quant à elles estimées par interpolation ou extrapolation. Pour la commune, le premier recensement exhaustif entrant dans le cadre du nouveau dispositif a été réalisé en 2005.

En 2015, la commune comptait 72 habitants, en évolution de −13,25 % par rapport à 2009 (Jura : −0,81 %, France hors Mayotte : +2,11 %).
| 1793 | 1800 | 1806 | 1821 | 1831 | 1836 | 1841 | 1846 | 1851 |
| ---- | ---- | ---- | ---- | ---- | ---- | ---- | ---- | ---- |
| 346  | 367  | 367  | 274  | 261  | 253  | 263  | 253  | 280  |

| 1856 | 1861 | 1866 | 1872 | 1876 | 1881 | 1886 | 1891 | 1896 |
| ---- | ---- | ---- | ---- | ---- | ---- | ---- | ---- | ---- |
| 230  | 247  | 230  | 211  | 196  | 175  | 168  | 175  | 175  |

| 1901 | 1906 | 1911 | 1921 | 1926 | 1931 | 1936 | 1946 | 1954 |
| ---- | ---- | ---- | ---- | ---- | ---- | ---- | ---- | ---- |
| 165  | 137  | 138  | 138  | 143  | 136  | 128  | 120  | 107  |

| 1962 | 1968 | 1975 | 1982 | 1990 | 1999 | 2005 | 2006 | 2010 |
| ---- | ---- | ---- | ---- | ---- | ---- | ---- | ---- | ---- |
| 110  | 88   | 75   | 64   | 75   | 71   | 87   | 89   | 84   |

| 2015 | - | - | - | - | - | - | - | - |
| ---- | - | - | - | - | - | - | - | - |
| 72   | - | - | - | - | - | - | - | - |

## Culture locale et patrimoine

### Lieux et monuments
- Chapelle Saint-Laurent;
- Ruines du château de Montcroissant;
- Fromagerie.

### Héraldique
| Blason de Chisséria | Blason  | D'azur au croissant abaissé d'argent, les pointes terminées à dextre par un cheval ailé contourné et issant et à senestre par un dragon issant, le tout du même, au mont de trois coupeaux d'or sommé d'une tour du même ouverte du champ, l'ouverture haute chargée d'un gril d'or, la poignée en haut, à la fleur d'orchidée de pourpre brochant sur le tout en pointe. |
| Blason de Chisséria | Détails | Blason composé par Nicolas Vernot et adopté par la commune, maintenant intégrée à Arinthod. |

## Sources